# バラッズ (メアリー・J. ブライジのアルバム)
『バラッズ』（Ballads）は、2000年12月に発売されたメアリー・J. ブライジのコンピレーション・アルバム。メアリー・J. ブライジの発案・監修による日本企画のアルバムで、世界初のCD化となったスティーヴィー・ワンダーの「オーヴァージョイド」をカバーしたナンバーが収録されている。
ジャケット裏には「TO MY FANS」と題し、「My fans in Japan are really special. You have been so supportive of me from the beginning of my career all the way to right now. This BALLADS album is my way to thank you personally. As I share this music with you, I hope you can relate to the songs. Love, Mary J. Blige(サイン)」（日本のファンの方たちは本当に特別な存在。私のキャリアの最初から今に至るまでずっと、私を応援し支えてきてくれました。この〈バラッズ〉は、そんな皆さんの一人一人に私個人が感謝をこめて贈るアルバムです。この音楽を皆さんと分かち合うにあたって、皆さんがこれらの歌に心をあずけて下さることを願っています。愛をこめて… メアリー・J. ブライジ）というメッセージが付記されている。

## トラック・リスト
※ - 1992年7月の『ホワッツ・ザ・411?』(What's the 411?)収録

☆ - 1994年11月の『マイ・ライフ』(My Life)収録

★ - 1997年4月の『シェア・マイ・ワールド』(Share My World)収録

▲ - 1998年7月の『ザ・ツアー』 (The Tour)収録

◎ - 1999年8月の『メアリー』(Mary)収録
| #         | タイトル | 作詞・作曲 | プロデューサー                                                         | 時間  |
| --------- | --- | --- | ---------------------------------------------------------------------- | ----- |
| 1.        | 「オーヴァージョイド」(Overjoyed) | スティーヴィー・ワンダー | スティーヴィー・ワンダー                                               | 3:47  |
| 2.        | 「※ ユー・リマインド・ミー」(You Remind Me)                                                                                                  | エリック・ミルティア、 デイヴ"ジャム" ホール、 パトリース・ラッシェン、 カレン・エヴァンス                                                                               | デイヴ"ジャム" ホール                                                  | 4:15  |
| 3.        | 「ビューティフル」(Beautiful) | ジェイムズ・ハリス 3世、テリー・ルイス （ジャム&ルイス）、 メアリー・J. ブライジ                                                                                         | ジャム&ルイス                                                          | 6:32  |
| 4.        | 「★ エヴリシング」(Everything) | ジミー・ジャム、テリー・ルイス （ジャム&ルイス）、 リンダ・クリード、 トム・ベル、 中村八大、 ジェームス・ブラウン、 ジョン・“ジャボ”・スタークス、 フレッド・ウェズリー | ジャム&ルイス                                                          | 5:01  |
| 5.        | 「※ スロー・ダウン」(Slow Down) | マーク・コニー・ルーニー、 マーク・モラレス、 ジョセフ・E・キーリー | マーク・コニー・ルーニー、 マーク・モラレス                            | 4:31  |
| 6.        | 「☆ アイ・ネヴァー・ウォナ・リヴ・ウィズアウト・ユー」(I Never Wanna Live Without You)                                                       | メアリー・J. ブライジ、 ビッグ・バブ(トゥデイ)、 フェイス・エヴァンス、 ハーブ・ハミルトン                                                                               | ハーブ・ハミルトン、 チャッキー・トンプソン、 ショーン・パフィ・コムズ | 6:13  |
| 7.        | 「★ セヴン・デイズ feat. ジョージ・ベンソン」(Seven Days feat. George Benson)                                                                | マリク・ペンドルトン、 | マリク・ペンドルトン                                                   | 5:10  |
| 8.        | 「ナチュラル・ウーマン」((You Make Me Feel Like) A Natural Woman)                                                                            | ジェリー・ゴフィン、 キャロル・キング、 ジェリー・ウェクスラー | ジェームズ・エムトゥーメ                                               | 2:59  |
| 9.        | 「アイ・ドント・ウォント・トゥ・ドゥ・エニシング feat. K-Ciヘイリー of ジョデシィ」(I Don't Want to Do Anything feat. K-Ci Hailey of Jodeci) | デヴァンテ・スィング、JoJoヘイリー(ジョデシィ)、 ダリル・ピアソン(スウィング・モブ)                                                                                      | デヴァンテ・スィング                                                   | 6:02  |
| 10.       | 「◎ ギヴ・ミー・ユー feat. エリック・クラプトン」(Give Me You feat. Eric Clapton)                                                            | ダイアン・ウォーレン | マニュエル・シーン、 ナイト・ラヴ・クレモンズ                          | 4:10  |
| 11.       | 「◎ ノー・ハッピー・ホリデイズ」(No Happy Holidays)                                                                                          | メアリー・J. ブライジ、 キヤマ・グリフィン、 タラ・ゲーター | キヤマ・グリフィン                                                     | 5:20  |
| 12.       | 「◎ ユア・チャイルド」(Your Child) | ジェラルド・アイザック | ジェラルド・アイザック                                                 | 5:29  |
| 13.       | 「★ ミッシング・ユー」(Missing You) | ケネス"ベイビーフェイス"エドモンズ （ベイビーフェイス） | ベイビーフェイス                                                       | 4:19  |
| 14.       | 「☆ アイ・ラヴ・ユー」(I Love You) | メアリー・J. ブライジ、 ショーン・パフィ・コムズ、 アイザック・ヘイズ | チャッキー・トンプソン、 ショーン・パフィ・コムズ                      | 4:29  |
| 15.       | 「☆ ドント・ゴー」(Don't Go) | メアリー・J. ブライジ、 ビッグ・バブ、 フェイス・エヴァンス、 テディー・ライリー、 ジーン・グリフィン、 アーロン・ホール、 ティミー・ギャトリング(ガイ)、 デバージ       | チャッキー・トンプソン、 ショーン・パフィ・コムズ                      | 5:01  |
| 16.       | 「▲ ミスティー・ブルー」(Misty Blue) | ボブ・モンゴメリー | メアリー・J. ブライジ、 ケルン・ブラントリー                           | 5:10  |
| 合計時間: | 合計時間: | 合計時間: | 合計時間:                                                              | 78:28 |

## 収録曲解説
1. トラック1「オーヴァージョイド」は、メアリー・J. ブライジとスティーヴィー・ワンダー双方の友人であるマイケル・ジョーダンが企画し2人を引き合わせたのがきっかけでカバーが実現したものである[1]。このカバー曲は、アメリカ国内ではジョーダンがイメージ・キャラクターを務めるナイキのCM中で一部分が流れただけでCD化されてなく、企画者ジョーダン本人が楽曲管理しているためシングル・リリースがほぼ不可能となっている[1]。そのためこの曲が収録されている『バラッズ』は世界のメアリー・ファンにとっては貴重なものとなっている[1][注釈 2]。
2. トラック2「ユー・リマインド・ミー」は、1992年にリリースされたメアリーのデビュー・シングルで、同年のデビュー・アルバム『ホワッツ・ザ・411?』(What's the 411?)に収録されたが、初出は1991年の映画『ストリクトリー・ビジネス』(Strictly Business)のサウンドトラック『Strictly Business』が先である[2][1]。13週間という長いチャート・インを経て1992年7月25日付のR&Bチャートで1位となった[3]。バラードというよりミディアム・テンポの曲だが、パトリース・ラッシェンとカレン・エヴァンス（英語版）作詞・作曲の1982年の曲「リマインド・ミー」(Remind Me)がサンプリングされているメロウな曲調で、21歳のメアリーの瑞々しい伸びやかなボーカルが光っているナンバーである[4][5][1]。リミックス・バージョンもあり、『ホワッツ・ザ・411? リミックス』(What's the 411? Remix)に収録されている[6]。
3. トラック3「ビューティフル」は、テリー・マクミランの小説が原作の1998年の映画『ステラが恋に落ちて』のサウンドトラック『How Stella Got Her Groove Back』に収録された曲である[1]。このサウンドトラックはジャム&ルイスが全面的に手掛けており、「ビューティフル」も彼らの制作曲である。6分以上の長い曲であるが、主人公の心情をメアリーが思い入れたっぷりに歌っているナンバーである[1]。
4. トラック4「エヴリシング」も、ジャム&ルイス制作・プロデュースの曲で、1997年の3rdアルバム『シェア・マイ・ワールド』(Share My World)からのシングルとしてイギリスのUKシングルチャートでメアリー初のトップテン入りの6位を記録したナンバーである[7]。サンプリングが、スタイリスティックスの1971年のヒット・バラード「ユー・アー・エヴリシング」(You Are Everything)と、坂本九の1963年（アメリカ発売年）のヒット曲「上を向いて歩こう」(Sukiyaki)と、ジェームス・ブラウンの1973年のナンバー「ペイバック」(The Payback)という意外な組み合わせで見事な好ナンバーに仕上がった曲である[8][7][1]。
5. トラック5「スロー・ダウン」は、1992年の『ホワッツ・ザ・411?』からの大ヒットシングル「リアル・ラヴ」と同じ制作者コンビによる同アルバム収録のバラード・ナンバーで、冒頭のセリフの囁きなどに若いメアリーの恥じらいと可愛らしさが垣間見られる曲である[1]。
6. トラック6「アイ・ネヴァー・ウォナ・リヴ・ウィズアウト・ユー」は、1994年の2ndアルバム『マイ・ライフ』(My Life)収録のバラードで、メアリー自身がメインに作詞した曲であるが、当時の恋人のK-Ciヘイリー（英語版）（ジョデシィ（英語版）メンバー）への思いの深さが伝わるナンバーである[1]。
7. トラック7「セヴン・デイズ」は、『シェア・マイ・ワールド』からのシングルで、ジョージ・ベンソンのギターをフィーチャリングしたジャジーなムードが漂う物憂げなボーカルが印象的なバラードである[1]。マイナー調のバラードが多い4thアルバム『メアリー』(Mary)の原型ともいえる先駆的なナンバーである[1]。
8. トラック8「ナチュラル・ウーマン」は、ジェリー・ゴフィンやキャロル・キングらが作詞・作曲した1967年のアレサ・フランクリンのヒット曲のカバー・ソングである。アメリカの人気ドラマ『ニューヨーク・アンダーカヴァー』(New York Undercover)のオリジナル・サントラから1995年にシングルカットされた曲で[1]、イギリスや日本では『シェア・マイ・ワールド』のボーナストラックとして収録されている[8][7][注釈 3]。
9. トラック9「アイ・ドント・ウォント・トゥ・ドゥ・エニシング」は、K-Ciヘイリーとのデュエット曲で、1992年の『ホワッツ・ザ・411?』の収録曲であるが、この『バラッズ』では1993年の『アップタウン・MTV・アンプラグド』(Uptown MTV Unplugged)からのライブ・バージョンとなっている[1]。恋人同士だった2人の生のボーカルが炸裂し合うハーモニーに、魂と魂を響かせて熱唱する彼らの熱い恋情や臨場感が感じられるステージ・ナンバーとなっている[1]。
10. トラック10「ギヴ・ミー・ユー」は、1999年の4thアルバム『メアリー』(Mary)からのシングルで、甘美な曲のヒット・メーカーとして知られるダイアン・ウォーレンによる作詞・作曲のバラードで、ギター伴奏にはエリック・クラプトンが参加している[1][3]。やや大仰になりがちなダイアン・ウォーレンの明るい曲調に、思いを込めて歌うメアリー独特の哀愁漂うボーカルが調和し、そのボーカルに寄り添うように聴こえるギターの音色も印象的な好ナンバーである[1][3]。
11. トラック11「ノー・ハッピー・ホリデイズ」も、『メアリー』の収録曲でメアリー本人の作詞と、キヤマ・グリフィン（英語版）作曲の物憂げなメロディーラインのバラードで不倫が題材となっている楽曲である[1]。本人曰く、内容は友人の経験でメアリー自身の経験を綴ったものではないらしいが、妻子ある人を好きになってしまった悲しみの感情移入が真に迫っているのでリアルな独白のようにも聞こえるナンバーである[1]。
12. トラック12「ユア・チャイルド」も、『メアリー』の収録曲で三角関係の歌詞だが、制作はジェラルド・アイザック（英語版）による作詞・作曲の静かなトーンのナンバーである[3]。この曲はシングルカットされて全米クラブチャートでヒットとなった[1]。
13. トラック13「ミッシング・ユー」は、『シェア・マイ・ワールド』からのシングルで、一聴しただけでベイビーフェイスが制作したものだと分かるベイビーフェイス節のバラードであるが、バック・ボーカルをシャニース（英語版）が担当しているという豪華さである[8][1]。ベイビーフェイスの曲も鮮やかに歌いこなし、恋心を絞り出すように熱唱するメアリーのボーカルが神がかり的に光る好ナンバーである[1]。
14. トラック14「アイ・ラヴ・ユー」は、1994年の『マイ・ライフ』の収録曲で「ユー・ブリング・ミー・ジョイ」とカップリングでシングルカットされたナンバーである。別れてしまった人への想いを綴ったメアリー自身による作詞で、ショーン・パフィ・コムズが制作した曲であるが、印象的なピアノの音色などはアイザック・ヘイズが作曲した1970年の曲「アイクズ・ムード・アイ」(Ike’s Mood I)からのサンプリングである[9]。
15. トラック15「ドント・ゴー」も、『マイ・ライフ』の収録曲で、別離をテーマに「Baby, don't go」という悲しい呟きが散りばめられているナンバーである[1]。サンプリングにはガイの1988年の曲「グッバイ・ラヴ」(Goodbye Love)が使われ[2][10][1]、デバージの「ステイ・ウィズ・ミー」(Stay with Me)なども部分的に取り入れられている[10]。
16. トラック16「ミスティー・ブルー」は、ボブ・モンゴメリー作詞・作曲の1976年のドロシー・ムーアのヒット・バラードのカバー・ソングで、1998年4月にロサンゼルスのギブソン・アンフィシアターで行われた「シェア・マイ・ワールド・ツアー」(Share My World Tour)からの音源である[11][12]。メアリーはこの曲のイントロで、母に捧げると言ってコンサートのラストで歌っているが、収録アルバム『ザ・ツアー』 (The Tour)のクレジットにも「Dedicated to my mam, Cora Blige. In memory of her best friend, Liz Waters.」と付されている[11]。

## 関係スタッフ
- コーディネーター：カレン・グッドマン（英語版）、カーク・ブロウズ（英語版）(マネージャー)
- カバー写真撮影：アルバート・ワトソン（英語版）
- マスタリング：ジーン・グルマルディ（英語版）